# 長野潤一
長野 潤一（ながの じゅんいち、1965年 - ）は、日本のトラック運転手・フリーライター。愛媛県で生まれ、千葉県九十九里育ち。千葉県立成東高等学校を経て、慶應義塾大学経済学部卒。

## プロフィール
大学卒業後、百貨店に輸入品を納入する会社に勤務。仕事先で見かけた大型トラックに魅せられ、トラックドライバーを志す。
現在は、目黒区内の運送会社にドライバーとして勤務しながら、自称「トラックジャーナリスト」として、現役トラックドライバーの立場で、物流業界の現状を伝える執筆活動を行う。

## 主な著作
論文
- 「雪・災害・重大事故時におけるトラック物流ルート確保の課題」(「物流問題研究」(流通経済大学物流科学研究所)、2013年3月)

連載
- 「トラックドライバー三番星」(「ベストカー」、講談社)
- 「長野潤一のトラッカーズアイ」（「トラックマガジンfullloadオンライン」、講談社）
- 「届け！ドライバーの熱き思い」(「トラックマガジンfullload」、講談社)